# Pubblicazione scientifica

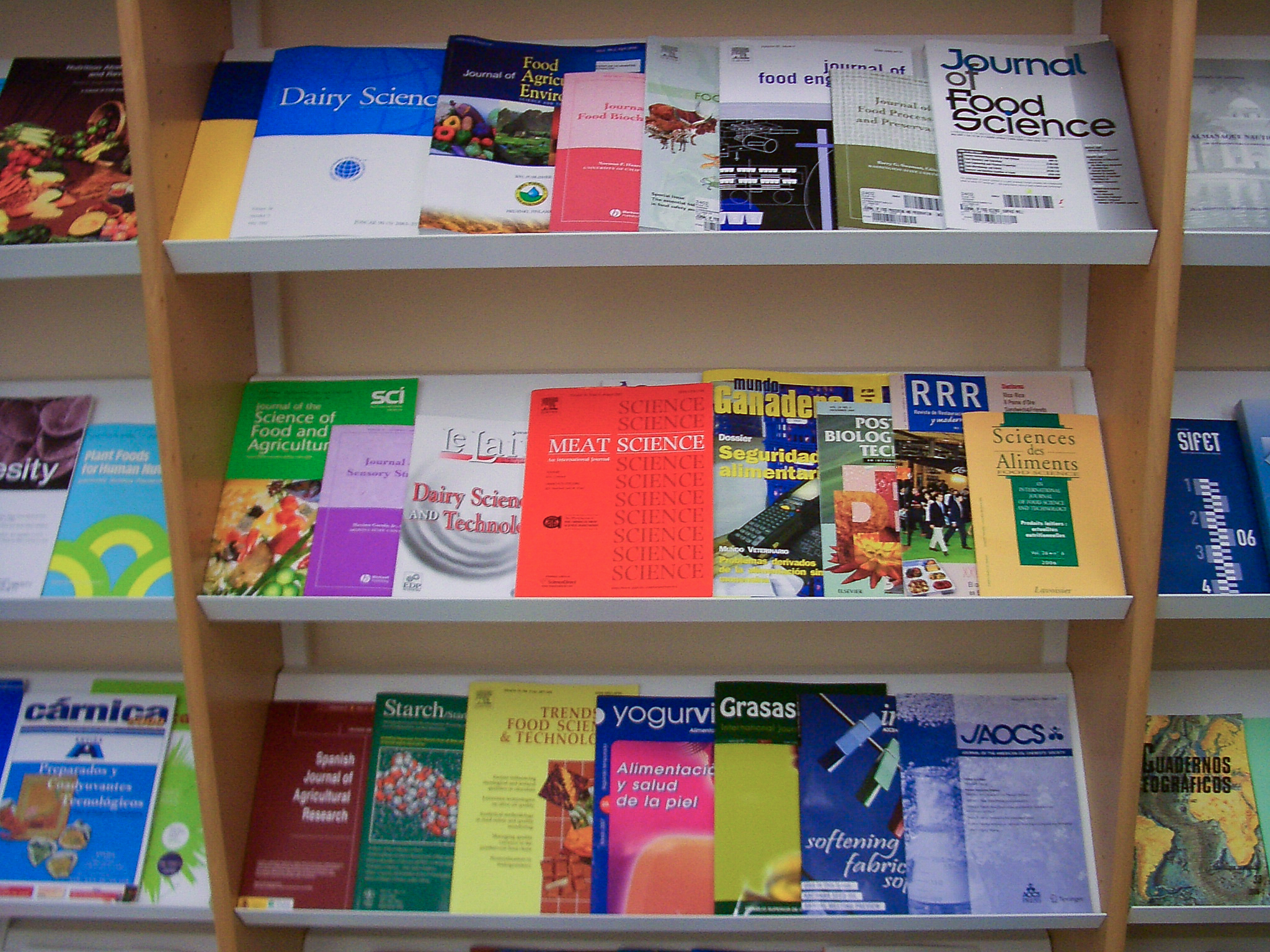
Le pubblicazioni scientifiche vengono pubblicate nelle riviste scientifiche, nei testi o trattati scientifici e nelle monografie scientifiche di settore: ogni edizione di tali pubblicazioni contiene un certo numero di articoli scientifici e di riferimenti bibliografici ad altri articoli scientifici.

Nell'editoria accademica una pubblicazione scientifica o articolo scientifico (in inglese scientific paper) è uno scritto redatto in modo oggettivo, ovvero evidenziando in maniera trasparente e verificabile metodo e risultati di ricerca, da parte di scienziati o tecnici, su un argomento scientifico e pubblicato poi, attraverso i canali di comunicazione della comunità scientifica, tipicamente su riviste accademiche, una volta validata secondo le regole della revisione paritaria, entrando di diritto a far parte della letteratura scientifica.
Assieme ai testi di divulgazione scientifica, gli articoli scientifici costituiscono le forme più importanti di comunicazione scientifica. Ciò nonostante esistono anche pubblicazioni scientifiche non rigorosamente validate e diffuse in rete a scopi divulgativi o promozionali.
L'aumento esponenziale degli ultimi anni delle pubblicazioni scientifiche nelle loro varie modalità, comporta una mole di informazioni impossibile da vagliare completamente da un qualsiasi ricercatore pur nel suo campo.

## Descrizione
La pubblicazione scientifica rappresenta la principale forma di comunicazione ufficiale della comunità scientifica, tramite la quale i singoli ricercatori o i gruppi di ricerca rendono pubblici i metodi ed i risultati dei propri lavori scientifici. Si differenzia rispetto agli altri scritti su argomenti scientifici (esempio: un articolo di giornale, un testo divulgativo o scolastico) in quanto viene diffusa, in formato cartaceo o digitale, dai gruppi editoriali di riviste scientifiche o da altri editori specializzati, quali per esempio editori accademici.
Le pubblicazioni di questi gruppi editoriali, in generale, sono regolamentate da procedure di accettazione e di valutazione dei lavori presentati; tali procedure sono mirate a stabilire quali lavori scientifici posseggano i requisiti necessari per essere pubblicati. I lavori scientifici che superano tali procedure vengono pubblicati, divenendo così pubblicazione scientifica. Una delle procedure di accettazione maggiormente diffuse è la revisione paritaria.
Sussistono eccezioni a tale principio generale, quali per esempio le pubblicazioni digitali (e-print), i working paper e le prepubblicazioni o preprint (lavori scientifici non ancora pubblicati e valutati da editori scientifici, ma diffusi dalle istituzioni di appartenenza degli autori e/o accessibili attraverso archivi specializzati gestiti da istituzioni scientifiche), nonché le tesi - in particolare le tesi di dottorato, che in generale non sono pubblicate, ma in molti casi sono disponibili presso le biblioteche e gli archivi elettronici delle istituzioni universitarie presso cui sono state redatte. Working paper, preprint e tesi possono non essere ritenute valide come pubblicazioni in situazioni particolari (ad esempio nelle procedure concorsuali pubbliche, in alcuni Paesi), ma sono correntemente equiparati alle pubblicazioni nelle citazioni bibliografiche, e sono comunque significativi ai fini dell'attribuzione di un risultato originale a un particolare autore.
Le pubblicazioni scientifiche, nella maggioranza dei casi, appartengono a una delle seguenti tre categorie principali:
1. articoli (o lettere) pubblicate su riviste scientifiche;
2. comunicazioni pubblicate in atti di congressi;
3. libri (monografie scientifiche) o contributi a libri.

Nel primo caso, gli articoli sono generalmente inviati dagli autori ai membri del comitato editoriale della rivista. Questi sottopongono il manoscritto a due o più revisori (in gergo referee), esperti nel settore scientifico trattato dall'autore della pubblicazione, che redigono un parere motivatamente favorevole o contrario alla pubblicazione (referee's report), sulla base della correttezza, completezza, originalità e rilevanza del lavoro, nonché della conformità alle linee editoriali della rivista. Nel caso in cui l'articolo risulti scritto da più autori, uno di questi viene indicato come autore corrispondente (corresponding author), e sarà incaricato di gestire le comunicazioni con i revisori. Si verifica molto di frequente che i referee indichino modifiche o correzioni necessarie affinché il manoscritto possa essere accettato: il responso di ciascun referee è inviato agli autori del lavoro, senza l'indicazione dell'identità del referee; gli autori possono quindi inviare una nuova versione dell'articolo che tenga conto dei rilievi formulati, o anche contestare le obiezioni mosse. Il processo di revisione paritaria, pertanto, oltre a costituire un filtro che assicuri l'attendibilità scientifica della pubblicazione, determina spesso una rielaborazione più o meno ampia del manoscritto originale, in collaborazione fra autori e referee. Se alla fine di questo processo i pareri dei diversi referee risultano contrastanti, la decisione finale sulla pubblicazione è presa dal comitato editoriale (che eventualmente si avvale del parere di un ulteriore referee detto adjudicator, a cui viene trasmesso tutto il carteggio intercorso).
Nel caso di comunicazioni ai congressi, la selezione delle comunicazioni accettate è in alcuni casi affidata al comitato scientifico del congresso, negli altri segue lo stesso percorso già visto per le riviste, ovvero il comitato scientifico si avvale di due o più referee. Infine, nel caso di libri che raccolgano contributi di più autori, gli editors del libro (indicati come tali sulla copertina e nei dati bibliografici del libro stesso) sono responsabili della scelta dei lavori, che spesso sono richiesti direttamente dagli editors agli autori. Per i libri, la garanzia di validità scientifica dei contenuti è data dalla pubblicazione presso una casa editrice specializzata e di riconosciuta autorevolezza, in una collana che abbia un comitato scientifico di riferimento.

### Caratteristiche
La scrittura scientifica è lo stile letterario con il quale vengono scritte le pubblicazioni scientifiche; la forma linguistica inglese che caratterizza la letteratura scientifica è denominata "inglese scientifico".
La scrittura scientifica ebbe origine in Francia col Journal des savants del 1665 seguita in Inghilterra nel XIV secolo. Le corrette modalità e le convenzioni a cui viene sottoposta la scrittura scientifica sono state stabilite dall'Accademia nazionale inglese delle scienze (Royal Society), fra i suoi fondatori, Thomas Sprat era convinto dell'importanza e della correttezza di un metodo di descrizione analitica accurato, piuttosto che di uno stile retorico, ed anche Robert Boyle enfatizzò molto l'importanza di non annoiare il lettore con uno stile prolisso ed eccessivamente elaborato.
In particolare nelle scienze matematiche, fisiche e naturali l'inglese scientifico è costituito dall'utilizzo del tempo presente semplice, dalla costruzione minima delle frasi mediante utilizzo di proposizioni principali e molto raramente proposizioni secondarie, dalla carenza di frasi subordinate o derivate e dall'eliminazione sia di aggettivazioni, sia di sinonimi. Per esempio: "Il cane insegue il gatto che scappa" si ritroverà nella forma: "Il cane insegue il gatto, il gatto fugge".
Tipicamente la struttura prevede un sommario o abstract ovvero un riassunto iniziale circa i contenuti, le motivazioni e i risultati ottenuti ed un corpo della pubblicazione dove sono descritti con accuratezza le premesse a partire da altre pubblicazioni di altri autori sotto forma di citazioni, il metodo usato con relative argomentazioni, gli eventuali dati di partenza ed infine i risultati ottenuti con annesse conclusioni o considerazioni finali. La costruzione del testo è formata da periodi brevi, non ripetuti, nella struttura soggetto-verbo-complemento per esempio: Simone mangia una mela, la mela è un frutto, a Simone la mela piace. La struttura della frase risulta quindi molto semplice e la soppressione dei sinonimi rende il testo ridondante.
Le pubblicazioni scientifiche, essendo destinate ai professionisti della ricerca, sono spesso di difficile comprensione per i non esperti, sia per l'utilizzo di termini tecnici di settore, sia perché presuppongono nel lettore una preparazione specialistica. Il loro stile si differenzia quindi dagli "articoli divulgativi", nei quali la struttura del testo è ricostruita secondo i criteri dell'articolo di giornale e il contenuto è semplificato per consentire un'adeguata comprensione anche ai meno esperti.
Nelle pubblicazioni scientifiche è essenziale che ogni affermazione sia verificabile dal lettore. In particolare, è indispensabile che si possano chiaramente distinguere dimostrazioni, congetture o risultati sperimentali riportati per la prima volta nell'articolo - per i quali devono essere fornite tutte le necessarie evidenze - dalle proposizioni già presenti nella letteratura scientifica precedente. Per queste ultime è necessario un puntuale riferimento alle fonti. Lo stile delle citazioni bibliografiche è quasi sempre prescritto dalle norme editoriali della rivista o della casa editrice: in tutti i casi le citazioni rimandano alla bibliografia presente alla fine dell'articolo. Il rimando alla bibliografia, la quale riporta tutti i dati di riferimento dell'opera citata, può avvenire attraverso una nota a piè di pagina oppure attraverso un rimando diretto; quest'ultimo può essere nella forma "(nome autore/i, anno di pubblicazione)" oppure essere un semplice riferimento numerico fra parentesi quadre, in accordo con le norme editoriali. Le citazioni possono riguardare opere scientifiche pubblicate, opere già accettate ma ancora in corso di stampa (nel qual caso si aggiunge la dicitura "in press" dopo il nome della rivista, senza indicare fascicolo, anno e pagina) o anche preprint (per i quali si specifica l'archivio presso cui sono accessibili).
È possibile, in alcune situazioni, far riferimento a lavori già pianificati, ma non ancora completamente redatti (con la dicitura "in preparation"; questo non è ammissibile laddove occorra una fonte di riferimento, ma è d'uso per segnalare che ulteriori approfondimenti saranno presentati altrove). In qualche caso, nelle note compare anche l'indicazione "comunicazione orale di ..." (verbal communication from...) o "comunicazione personale di ..."; questa nota indica che l'autore riferisce qualcosa di cui è venuto a conoscenza diretta tramite contatti personali con un altro ricercatore, a cui l'affermazione deve essere attribuita ancorché non sia stata oggetto di pubblicazione.

### Articoli direview

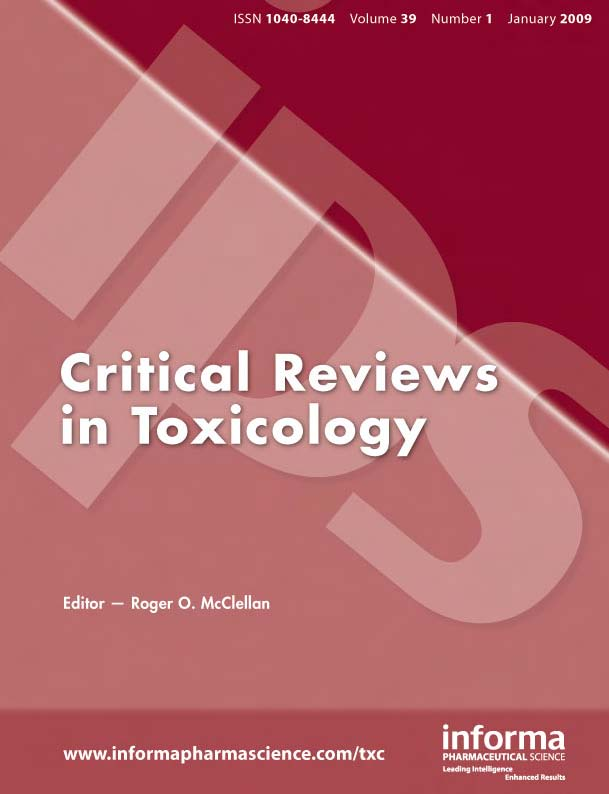
Copertina di una rivista scientifica specialistica per review di tossicologia

Mentre gli articoli originali sono frutto di una ricerca che porta a una nuova scoperta o in generale a un risultato originale, gli articoli di review sono articoli, che partendo dall'analisi di più articoli di un medesimo argomento, effettuano una revisione, una riconsiderazione o una schematizzazione di tutte le conoscenze, risultati e dimostrazioni riguardanti il dato argomento. La scrittura di un articolo di review può essere richiesta dallo stesso editore di una rivista scientifica, e viene solitamente affidata a un ricercatore, conosciuto nel settore, che abbia già pubblicato un certo numero di articoli, su uno specifico tema.
Gli articoli di review sono considerati a tutti gli effetti articoli scientifici e ne rispettano le medesime norme, caratteristiche e convenzioni: sono sempre verificati dalla revisione paritaria e pubblicati sulle riviste scientifiche.

## Struttura

### Titolo
Il titolo non è casuale né interpretativo, esso fornisce il riassunto di ciò che l'articolo andrà a trattare, più che un effettivo titolo ha la struttura di un'intestazione ad oggetto, nella quale viene chiarito brevemente quali informazioni porta l'articolo, per esempio: Multiple routes to asexuality in an aphid species, chiarisce che l'articolo tratterà della sessualità negli afidi.

### Nomi degli autori
I nomi degli autori vengono sempre riportati dopo il titolo e l'ordine degli autori è a discrezione degli autori. Quando l'elenco dei nomi non segue l'ordine alfabetico, il primo nome (o nome in testa all'articolo) corrisponde usualmente all'autore principale dell'articolo o al ricercatore che ha maggiormente contribuito al lavoro: si tratta di una posizione di rilievo in quanto, in presenza di uno scritto con più di due autori, il lavoro viene abitualmente citato usando esplicitamente solamente il nome del primo autore, seguito dall'abbreviazione "et al." (latino et alii).
Nel caso della pubblicazione di risultati di ricerca ottenuti nell'ambito di convenzioni fra enti diversi (pubblici e privati), l'ordine dei nomi può essere determinato da accordi preventivi fra gli enti partecipanti; nel caso di lavori (tipicamente sperimentali) risultato di grandi gruppi di ricerca internazionali, come ad esempio i progetti di fisica delle alte energie svolti al CERN, sono elencati come autori tutti i ricercatori partecipanti al progetto - a volte più di cento persone - e l'ordine, se non è alfabetico, può dipendere dal ruolo ricoperto nel progetto. In altri ambiti di ricerca scientifica, quali quello di uno scritto con implicazioni commerciali, aventi fra gli autori possibili compratori e venditori (per esempio di una nuova attrezzatura da laboratorio), il nome nel primo posto degli autori solitamente viene dato agli autori appartenenti agli enti pubblici o ai "potenziali clienti" che involontariamente finiscono per svolgere un ruolo di "testimonial" del prodotto.

### Sommario
L'abstract corrisponde al riassunto o sommario dell'articolo scientifico, senza l'aggiunta di interpretazione e valutazione. L'abstract è un riassunto che descrive gli aspetti fondamentali del lavoro, con un breve scritto contenuto entro un numero massimo obbligatorio di parole. L'abstract solitamente corrisponde alla parte dell'articolo liberamente fruibile, infatti possono essere visionati gratuitamente tramite database quali PubMed, GenBank e simili. Molte riviste, quali Nature e Science per esempio, presso i rispettivi siti già forniscono un servizio di ricerca articoli e di gratuita visione degli abstract. Quando un articolo scientifico non viene pubblicato in lingua inglese, solitamente è sempre dotato di un abstract scritto in inglese; nei passati decenni, quando questa lingua non si era definitivamente affermata come lingua di riferimento per la letteratura scientifica, talvolta un articolo conteneva anche due o tre abstract scritti in lingue diverse, di cui una corrispondente a quella originaria dell'articolo, gli altri solitamente in inglese o francese o tedesco o spagnolo.

### Parole chiave
Le parole chiave (keywords) sono una lista di parole in riferimento agli argomenti trattati nell'articolo, la scelta delle parole chiave spetta all'autore dell'articolo; vennero introdotte a partire dalla seconda metà del secolo XX per migliorare la catalogazione degli scritti nelle biblioteche e facilitare il reperimento di articoli inerenti a un determinato soggetto. Quasi sempre sono elencate in testa all'articolo, vicino all'abstract. La loro importanza è aumentata dopo l'avvento dell'era digitale, in quanto i motori di ricerca catalogano e forniscono gli articoli proprio sulla base delle parole chiave, per esempio: un articolo intitolato Multiple routes to asexuality in an aphid species avrà come parole chiave: reproductive system e asexuality.

### Classificazione tematica
In base alla disciplina scientifica alla quale la pubblicazione appartiene vi sono metodi classificatori delle pubblicazioni scientifiche elaborati per facilitare il reperimento di pubblicazioni inerenti a un determinato soggetto. Tra questi metodi si ricorda la classificazione delle ricerche matematiche e lo schema di classificazione per fisica e astronomia.

### Introduzione
L'introduzione è generalmente un breve paragrafo nei quali sono indicati gli scopi della ricerca, i precedenti articoli sulla base dei quali è stato costruito l'articolo scientifico e fornisce una panoramica delle conoscenze attuali in quell'ambito.

### Metodi

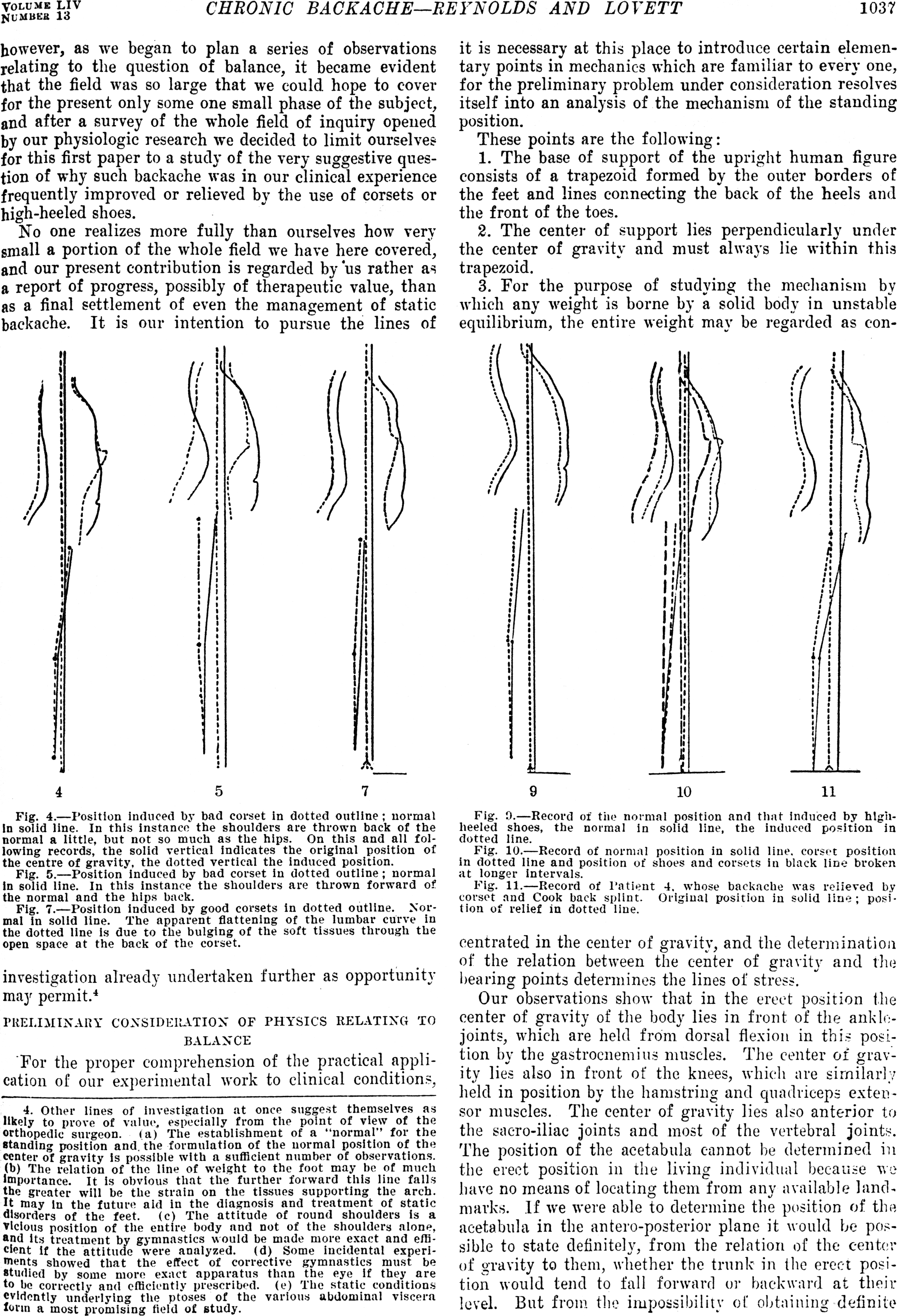
Una parte di un articolo di medicina del 1910

- Scientificità I metodi sono importanti in un articolo scientifico in quanto ne giustificano la scientificità. Nel paragrafo relativo ai metodi vengono indicate tutte le procedure relative al modo in cui è stato svolto lo studio, per esempio in caso di studio chimico saranno indicate tutte le reazioni svolte, le sostanze impiegate e le rispettive concentrazioni, il modo e le apparecchiature con le quali sono stati acquisiti i dati e soprattutto le procedure e le formule matematiche grazie alle quali i dati sono stati analizzati, tali procedure debbono rispettare il metodo scientifico.
- Riproducibilità I metodi conferiscono il carattere di riproducibilità scientifica, ovvero, se un'altra persona, in condizioni standard, seguisse passo passo i metodi indicati dall'articolo, in qualsiasi parte del mondo, indipendentemente dall'operatore che li esegue, dovrebbe ottenere i medesimi risultati ottenuti dell'autore dell'articolo.
- Confutazione Molti scienziati ripetono gli esperimenti di altri ricercatori proprio per sincerarsi dell'effettiva riproducibilità, se anche un solo operatore, potendo dar prova di aver seguito rigorosamente i metodi elencati dall'autore dell'articolo, ottenesse un risultato differente da quello contenuto nell'articolo, l'articolo andrebbe incontro a quella che viene denominata confutazione scientifica, non potrebbe più essere citato da altri autori di articoli scientifici e la sua validità sarebbe annullata. Questo concetto, per cui una sola evidenza contraria può confutare un'opera scientifica, è valido però solo quando il controllore ripete il lavoro seguendo il medesimo metodo e non un metodo anche solo di poco differente.

### Risultati
Il paragrafo dei risultati elenca i dati scientifici ottenuti grazie all'applicazione dei metodi descritti nel paragrafo dei metodi. Nel caso di review, tale paragrafo è solitamente lungo riporta e riassume i dati e i risultati di molteplici articoli.

### Discussione
La discussione coincide con l'interpretazione dei dati; In questo paragrafo i risultati scientifici (dati), ottenuti grazie all'applicazione di un determinato metodo, vengono analizzati oggettivamente ed intersoggettivamente, alla luce delle evidenze sperimentali e delle dimostrazioni empiriche portate da altri scienziati in altri articoli scientifici, tale interpretazione viene svolta sulla base ed a partire dalle pubblicazioni precedenti sull'argomento trattato dall'articolo, tenendo conto anche del livello di conoscenze generali della disciplina scientifica nella quale il lavoro scientifico è stato svolto.

### Conclusioni
Il paragrafo delle conclusioni rappresenta l'epilogo del lavoro scientifico riportato nell'articolo scientifico, viene effettuato in considerazione dell'interpretazione dei dati, tramite completamento per deduzione, giungendo ad un risultato esaustivo e finale dell'articolo scientifico, trovano spazio le considerazioni effettuate sempre sulla base delle evidenze sperimentali del lavoro scientifico (dati), delle conoscenze generali sulla disciplina e delle evidenze sperimentali degli articoli scientifici precedenti. Talvolta tale paragrafo viene soppresso in quanto incorporato nella discussione.

### Riferimenti
Tale paragrafo contiene l'elenco in ordine alfabetico, per nome degli autori, delle note bibliografiche utilizzate per la stesura dell'articolo scientifico.
Lo stile citazionale utilizzato è solitamente uno dei seguenti, per quanto alcune riviste adottino loro varianti:
- VANCOUVER O AUTORE-NUMERO: citazione nel testo come numero racchiuso tra parentesi tonde o quadre, ad es.: " testo testo(1) testo", bibliografia come elenco numerato e fonti in ordine di apparizione
- HARVARD O AUTORE-DATA: citazione nel testo come autore e data racchiusi tra parentesi tonde, eventualmente separati da una virgola o altri segni di punteggiatura, ad es.: " testo testo(Autore, anno) testo", bibliografia come elenco fonti in ordine alfabetico sull'iniziale del cognome del primo autore
- CHICAGO O NOTE-BIBLIOGRAFIA: citazione nel testo come numero in apice, di rimando ad una nota a piè di pagina ad es.: " testo testo^1 testo", bibliografia come note a piè di pagina (l'ordinamento è quindi secondo l'apparizione nel testo; è lo stile delle pagine di Wikipedia)

All'interno dell'articolo scientifico le note bibliografiche vengono di norma riportate nella formula: (nome primo autore, et al. anno); Le corrispondenti note vengono poi riportate per esteso nel paragrafo references.
La dicitura et al. corrisponde alla dicitura et alii (ed altri), tale dicitura è stata convenzionalmente adottata per questioni di spazio e di fruibilità del corpo del testo, nel paragrafo references vengono solitamente riportati i nomi di tutti gli autori, ma nel corpo del testo dell'articolo scientifico tali elenchi di nomi vengono convenzionalmente abbreviati apponendo il nome del primo autore seguito dalla sigla et al. (ed altri).

### Riconoscimenti, Appendici, Supplementi
Sono paragrafi facoltativi. Se presenti spesso sono sostituiti da un box in prima pagina, oppure vengono inseriti prima del paragrafo References; Tali paragrafi elencano informazioni accessorie quali per esempio: eventuali finanziatori, aiutanti occasionali, riferimenti ai manuali di particolari apparecchiature utilizzate, riferimenti a particolari programmi impiegati, ecc. ; Vengono qui elencate anche persone od enti che hanno contribuito al lavoro scientifico non scientificamente, per esempio con la messa e disposizione di: locali, terreni, attrezzature particolari, dati sensibili, ecc. .
In pubblicazioni che trattano di argomenti teorici spesso le appendici dettagliano serie di passaggi matematici di interesse tecnico, che sono troppo lunghe per essere riportate nel corpo del testo senza appesantirlo inutilmente, oppure tabelle di dati, conversioni di unità di misura particolari utilizzate verso il sistema SI, forniti per verifica ma non essenziali per seguire il discorso.

## Estremi bibliografici

### DOI
Il digital object identifier (DOI) è uno standard internazionale che consente l'identificazione: duratura, univoca ed universale, all'interno di una rete digitale, di qualsiasi entità che sia oggetto di proprietà intellettuale e di associarvi i relativi dati di riferimento, i metadati, secondo uno schema strutturato ed estensibile.
Ad ogni articolo scientifico viene associato un DOI di identificazione per questo motivo il DOI è stato definito "il codice a barre per la proprietà intellettuale".

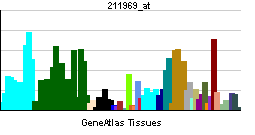
Modello di espressione del gene HSP90AA1 reperibile on-line tramite l'identificatore DOI: doi:10.1073/pnas.0400782101

Tale DOI consiste in un codice alfanumerico che può essere registrato su qualunque forma di proprietà intellettuale espressa in qualsiasi ambiente digitale, viene associato all'articolo scientifico quando viene pubblicato on-line e ne identifica i diritti d'autore, il DOI associato ad un articolo scientifico è unico ed irripetibile e tale univocità consente di rintracciare immediatamente l'articolo scientifico ricercato su qualsiasi motore di ricerca, il DOI essendo anche universale e durevole resterà sempre il medesimo indipendentemente dall'area geografica, dal tempo cronologico o dalla rivista che pubblicherà tale articolo.
Le riviste scientifiche inseriscono il titolo della rivista nel codice DOI. Il terzo ed il quarto numero di un codice DOI di un articolo scientifico spesso sono sostituiti dal titolo della rivista sulla quale l'articolo è stato pubblicato.

### Riferimenti
Il sistema dei riferimenti è uno standard internazionale che consente l'identificazione di un articolo scientifico all'interno di una rivista scientifica, esso fornisce le coordinate od estremi bibliografici di un articolo scientifico.
Ad ogni articolo scientifico pubblicato su una rivista scientifica, la rivista assegna un codice di riferimento.
Tali riferimenti consistono in una stringa di numeri, possono essere riportati nella formulazione estesa o compatta; I primi numeri, riportati in grassetto, identificano il volume della rivista sul quale l'articolo è stato pubblicato; I numeri fra parentesi ne codificano l'emissione, gli ultimi due numeri corrispondono rispettivamente, il primo alla pagina della rivista in cui ha inizio l'articolo, il secondo alla pagina in cui termina l'articolo.

### Url stabili
Le Uniform Resource Locator stabili o link persistenti (stable URL) sono indirizzi web che corrispondono alla pagina on-line nella quale viene riportato un contenuto digitale in internet.
La digitalizzazione degli articoli scientifici e la conseguente disponibilità di essi nel web, ha reso possibile la consultazione on-line degli articoli scientifici, per poter essere visionati tali articoli debbono essere associati ad un url, le url stabili sono state impiegate per richiamare articoli scientifici on-line durante le ricerche digitalizzate, la stabilità di tali url consente di poter reperire un articolo scientifico anche a distanza di anni sempre al medesimo indirizzo web.
Altri database, come per esempio 3D Domain, che contengono le informazioni digitalizzate della struttura di varie molecole, utilizzano stable URL nelle quali possono essere visualizzate le informazioni riguardo alla struttura tridimensionale delle molecole, altri esempi sono dati dai database di geni.

## Altri aspetti

### Dichiarazione sul conflitto di interesse
L'incremento del numero di pubblicazioni da parte di studiosi che svolgono attività di ricerca utilizzando fondi privati o che ricoprono anche incarichi professionali che potrebbero influenzare la scrittura delle conclusioni espresse in una pubblicazione ha aperto un dibattito sulla obiettività con cui potrebbe essere scritto un articolo, causa potenziali conflitti di interesse fra il contenuto della pubblicazione, l'effettivo risultato e valore della ricerca e gli interessi professionali del ricercatore e quelli economici di chi gli fornisce i fondi per il suo studio, fenomeno noto come disease mongering.
Per questo motivo alcuni editori ora richiedono agli autori ed ai revisori una dichiarazione scritta sulla esistenza o assenza di legami fra ogni singolo ricercatore e enti di natura commerciale o non commerciale la cui attività potrebbe essere influenzata dai risultati della ricerca.,, il contenuto di queste dichiarazioni viene presentato a fondo pubblicazione

### Ritiro della pubblicazione
È prevista la possibilità di ritiro formale di uno scritto pubblicato. Per esempio l'editrice Elsevier, prevede il ritiro di un articolo pubblicato su una sua rivista in caso di «violazione dei codici etici professionali, come pubblicazioni multiple, rivendicazione fasulla di autorialità, plagio, utilizzo fraudolento di dati e casi simili» e «occasionalmente [...] per correggere errori nell'invio o nella pubblicazione».

### Copie per l'autore e Copyright
Prima dell'avvento dell'editoria digitale, quasi tutti gli editori prevedevano un certo numero di copie cartacee della pubblicazione da consegnare all'autore, il quale le distribuiva a colleghi interessati. Solitamente era pure prevista la possibilità avere copie addizionali a costi contenuti; quasi sempre le copie per autore consistevano in un estratto di pagine della rivista con apposita copertina.
L'avvento dapprima delle riproduzioni fotostatiche, e successivamente dell'editoria digitale ha eliminato la necessità delle copie cartacee e rafforzato il tema del copyright sullo scritto, data la facilità con cui una copia digitale può essere duplicata.
Le principali case forniscono una copia digitale, con indicazioni soprascritte che trattasi di copia dell'autore, la cui distribuzione è permessa solo in ambito didattico, non commerciale e non riproducibile. Solitamente per l'inserimento nella home page dell'autore o altri siti di deposito si deve richiedere un permesso; in molti casi questo si applica solo alla versione definitiva e non a "preprint" precedenti.

### Considerazioni di carattere tipografico

Esempio di output LaTeX di un articolo scientifico.

Un testo scientifico può avere peculiari necessità tipografiche, come quelle di contenere formule matematiche correttamente scritte con la loro complessa simbologia, l'utilizzo di determinati tipi di carattere e l'inserimento di figure e tabelle.
Per la preparazione e la composizione tipografica di un testo scientifico è frequente l'uso di piattaforme LATEX (si tratta di un linguaggio di markup basato sul programma di composizione tipografica TEX); LaTeX viene usato soprattutto da matematici, ingegneri ed accademici in quanto fornito di strumenti avanzati per l'impaginazione di formule matematiche e per la gestione della bibliografia e di tutti i riferimenti bibliografici del testo.
Tuttavia lo sviluppo di strumenti ad-hoc sia in software commerciali di editor di testo, che in ambito di software open source  ora permette in molti casi la scrittura e l'impaginazione di articoli scientifici con una maggior scelta text processor, soprattutto quando non è necessario l'inserimento di formule matematiche.
Poiché ogni rivista ha un suo protocollo tipografico, solitamente sono disponibili per gli autori dei file pre compilati secondo le richieste grafiche, da utilizzare come esempio e base su cui scrivere per facilitare la compilazione dell'articolo secondo le convenzioni richieste.
Per la diffusione digitale lo standard è diventato la conversione del documento in file in formato Portable Document Format (.pdf) che ha rimpiazzato quasi ovunque il formato PostScript (.ps).

### Aspetti economici
L'industria editoriale scientifica ha fatturato nel 2013 più di 10 miliardi di dollari.